# Hybridiseringssond
En hybridiseringssond, sökfragment, sond, prob, eller ibland gensond är en molekyl som används för att spåra andra, intressanta molekyler. Inom molekylärbiologin består sökfragmentent oftast av nukleinsyra av en viss sekvens, som binder till en sekvens man vill hitta. Tekniken utnyttjar att DNA och RNA binder till den "motsatta", komplementära sekvensen och sökfragmentet hybridiserar med, det vill säga binder till, motsvarande sekvens hos målmolekylen. 
Proben är ofta syntetiskt framställd, och ofta märkt med exempelvis radioaktivitet eller fluorescens så att den ska gå att identifiera. På genchips märker man dock istället hela provet inklusive målsekvensen, som sedan får fastna på den märkta proben där den kan detekteras. Andra tekniker där sökfragment används är in situ-hybridisering och olika blottningstekniker som Northern blot och Southern blot.